# Juan Manuel Fabra Vallés
Juan Manuel Fabra Vallés (ur. 4 lutego 1950 w Tortosie, zm. 14 kwietnia 2012) – hiszpański polityk, prawnik, parlamentarzysta krajowy, w latach 1994–2000 eurodeputowany, prezes Europejskiego Trybunału Obrachunkowego.

## Życiorys
Ukończył studia prawnicze na Uniwersytecie Complutense w Madrycie. Zaangażował się w działalność Partii Ludowej, był jej przewodniczącym w Tarragonie, a w 1989 został członkiem komitetu wykonawczego. Od 1982 do 1994 zasiadał w Kongresie Deputowanych, niższej izbie Kortezów Generalnych II, III, IV i V kadencji.
W wyborach w 1994 z listy Partii Ludowej uzyskał mandat posła do Parlamentu Europejskiego IV kadencji. W 1999 uzyskał reelekcję na V kadencję. Należał do grupy chadeckiej, pracował w Komisji ds. Zagranicznych, Praw Człowieka, Wspólnego Bezpieczeństwa i Polityki Obronnej. W PE zasiadał do 2000.
Z członkostwa w Europarlamencie zrezygnował w związku z powołaniem w skład Europejskiego Trybunału Obrachunkowego, w latach 2002–2005 pełnił funkcję jego prezesa. Z instytucji tej odszedł w 2006.